# 穿岩洞
穿岩洞是一座位于四川省武胜县胜利镇境内著名的天生桥，因洞穴从岩壁间穿过，故得名穿岩洞。穿岩洞靠近胜利场镇以及腊月沟水库，距离武胜县城沿口镇35公里，为古定远名景，曰“穿岩曦月”。穿岩洞地处山的侧面，长500多米，呈双曲线型，跨度为62米，拱高15米，穹顶厚3米，洞上方宽4至8米，全洞呈南北走向，东侧为深沟。洞面与沟谷相对高差为70米，西侧为缓坡台地，北端为一座古庙，南端为一古寨遗址，有拱形寨门遗存。 民国初年，武胜县视学庞孝植《游穿岩诗》云：“谁辟洪荒窟，灵鳌负此山；凿开天一孔，照见月双弯；白鹿宵栖洞，青牛晓渡关；游仙何处访，福地在人间。”